# Calopsis esterhuyseniae
Calopsis esterhuyseniae là một loài thực vật có hoa trong họ Restionaceae. Loài này được (Pillans) H.P.Linder mô tả khoa học đầu tiên năm 1985.